# 光背蝨蚜
光背蝨蚜（学名：Neothoracaphis depressa）为扁蚜科背蝨蚜屬下的一个种。